# Harry Markopolos
Harry Markopolos (né le 22 octobre 1956 à Érié, en Pennsylvanie) est un analyste financier américain d'origine grecque. Il a joué un rôle important de lanceur d'alerte pour les  malversations de Bernard Madoff. En août 2019, il annonce que les  comptes de  General Electric sont truqués.

## Lanceur d'alertes
Harry Markopoulos a, de 1999 à 2005, adressé trois rapports à la Securities and Exchange Commission (SEC) concernant les activités de B. Madoff. Son dernier rapport s'intitulait « Le plus grand hedge fund du monde est une escroquerie ». Il émettait deux hypothèses dont la plus probable était l'utilisation d'une chaîne de Ponzi et la seconde une affaire de délit d'initiés. Il informa la SEC à plusieurs reprises oralement et par écrit en 1999, démontrant qu'il était légalement impossible pour Madoff d'arriver à un tel niveau de retour sur investissement.
En août 2019, Markopolos et son équipe, dans un rapport intitulé « General Electric, a Bigger Fraud Than Enron », accusent General Electric d'une énorme fraude comptable par laquelle l'entreprise aurait caché des difficultés financières plus catastrophiques que ce qu'elle affirme avec des pertes qui pourraient atteindre 38 milliards de dollars soit une somme peut être plus grosse que celles perdues par Enron et WorldCom réunis. Après la publication de ce rapport les actions de la société ont chuté brutalement (de 10,3% le 15 août 2019),.

## Éléments de biographie
Markopolos est né dans une famille de grec-américains, il suivit une scolarité à la Cathedral Preparatory School (en) jusqu'en 1974. Il obtient son diplôme d'Undergraduate du Loyola College dans le Maryland en 1981 puis sa maîtrise en sciences en finance du Boston College en 1997.
En mai 1978, il reçut une bourse de réserviste du Loyola College ROTC (Reserve Officers' Training Corps) en tant que sous-lieutenant, dans l'infanterie de l'Armée américaine. Markopolos est diplômé de plusieurs écoles d'études supérieures y compris l'Infantry Officer’s Basic and Advanced Courses, la Civil Affairs Officers Advanced Course et le Command and General Staff College. Il commanda à tous les rangs de sous-lieutenant à major pendant dix-sept années dans le cadre de son service dans l'Army National Guard et l'Army Reserve. Il quitta l'Army Reserve en avril 1995 pour entrer au Boston College en septembre.
De 1991 à 2004, il travailla au Rampart Investment Management Co. à Boston, devenant responsable en chef d'investissements et fut président de la Boston Security Analysts Society Inc.. Il est analyste financier certifié et contrôleur de fraude certifié. Il travaille maintenant, avec un certain degré d'anonymat, comme comptable légal analyste pour des procureurs qui  poursuivent des entreprises dans le cadre du False Claims Act et d'autres législations. Il s'occupe en particulier de cas menant à des enquêtes sur les facturations médicales, et les fraudes au département de la Défense des États-Unis et à l'Internal Revenue Service (IRS, le fisc américain).